# トーマス・アントネリウス
トーマス・アントネリウス（Tomas Emil Rune Antonelius、1973年5月7日 - ）は、スウェーデンの元サッカー選手。元スウェーデン代表。ポジションはディフェンダー。

## 来歴
1999年8月にスウェーデン代表デビュー。翌年にはUEFA EURO 2000に出場した。また、2002 FIFAワールドカップのメンバーにも選ばれた。スウェーデン代表として8試合に出場した。

## 代表歴

### 出場大会
- スウェーデン代表
  - 2002 FIFAワールドカップ

### 試合数
- 国際Aマッチ 8試合 0得点（1999年-2002年）[1]

| スウェーデン代表 | 国際Aマッチ | 国際Aマッチ |
| 年               | 出場        | 得点        |
| ---------------- | ----------- | ----------- |
| 1999             | 2           | 0           |
| 2000             | 3           | 0           |
| 2001             | 0           | 0           |
| 2002             | 3           | 0           |
| 通算             | 8           | 0           |